# 鬼越 (市川市)
鬼越（おにごえ）は千葉県市川市の地名。現行行政地名は鬼越一丁目及び鬼越二丁目。郵便番号は272-0022。

## 地理
市川市中東部に位置し船橋市との市境に近い場所にある。東は高石神、西は八幡、南は鬼高、北は北方と接している。市川市内でも狭小な町域を持ち、町域に隣接してJR総武線、中部に国道14号（千葉街道）、京成本線が通る。また、町域の西端に浦安鎌ヶ谷線、近くに真間川が流れる。町域の東端に千葉県道59号市川印西線が通る。一丁目に京成電鉄本線鬼越駅、二丁目に市川鬼越郵便局がある。

## 歴史

### 地名の由来
「鬼越（おにごえ）」は鬼が出没するので鬼子居（おにごい）と呼ばれ、「高石神（たかいしがみ）」は石器時代の遺物・石棒を祭っている高石神社に由来する。 「鬼高（おにたか）」はこの鬼越に高石神の飛び地が多く混在していた地区で、大正8年の区画整理後両方の頭文字を地名にした。

### 沿革
- 1869年（明治2年） - 葛飾県葛飾郡鬼越村となる。
- 1871年（明治4年） - 廃藩置県、県の統合により印旛県葛飾郡鬼越村となる。
- 1873年（明治6年） - 県の統合及び、郡の分割により千葉県東葛飾郡鬼越村となる。
- 1889年（明治22年） - 東葛飾郡中山村、若宮村、北方村、高石神村と合併し、東葛飾郡中山村大字鬼越となる。
- 1924年（大正13年）8月10日 - 中山村が町制施行。東葛飾郡中山町大字鬼越となる。
- 1934年（昭和9年）11月3日 - 市川町、八幡町、国分村と合併、市制施行。市川市大字鬼越となる。
- 1951年（昭和26年）12月1日 - 市内の大字を町に変更。それに伴い、市川市鬼越町一丁目・二丁目となる。
- 1969年（昭和44年）9月1日 - 住居表示施行。丁域を再編し、市川市鬼越一丁目・二丁目となる。

## 町名の変遷
| 実施後     | 実施年月日     | 実施前（各町名ともその一部） |
| ---------- | -------------- | ---------------------------- |
| 鬼越一丁目 | 昭和44年9月1日 | 鬼越町                       |
| 鬼越二丁目 | 昭和44年9月1日 | 鬼越町                       |

## 世帯数と人口
2017年（平成29年）9月30日現在の世帯数と人口は以下の通りである。
| 丁目       | 世帯数    | 人口    |
| ---------- | --------- | ------- |
| 鬼越一丁目 | 743世帯   | 1,463人 |
| 鬼越二丁目 | 879世帯   | 1,553人 |
| 計         | 1,622世帯 | 3,016人 |

## 小・中学校の学区
市立小・中学校に通う場合、学区は以下の通りとなる。
| 丁目       | 番地     | 小学校             | 中学校             |
| ---------- | -------- | ------------------ | ------------------ |
| 鬼越一丁目 | 19～28番 | 市川市立中山小学校 | 市川市立第四中学校 |
| 鬼越一丁目 | 1～18番  | 市川市立鬼高小学校 | 市川市立第六中学校 |
| 鬼越二丁目 | 全域     | 市川市立鬼高小学校 | 市川市立第六中学校 |

## 交通
- 京成本線鬼越駅

## 施設

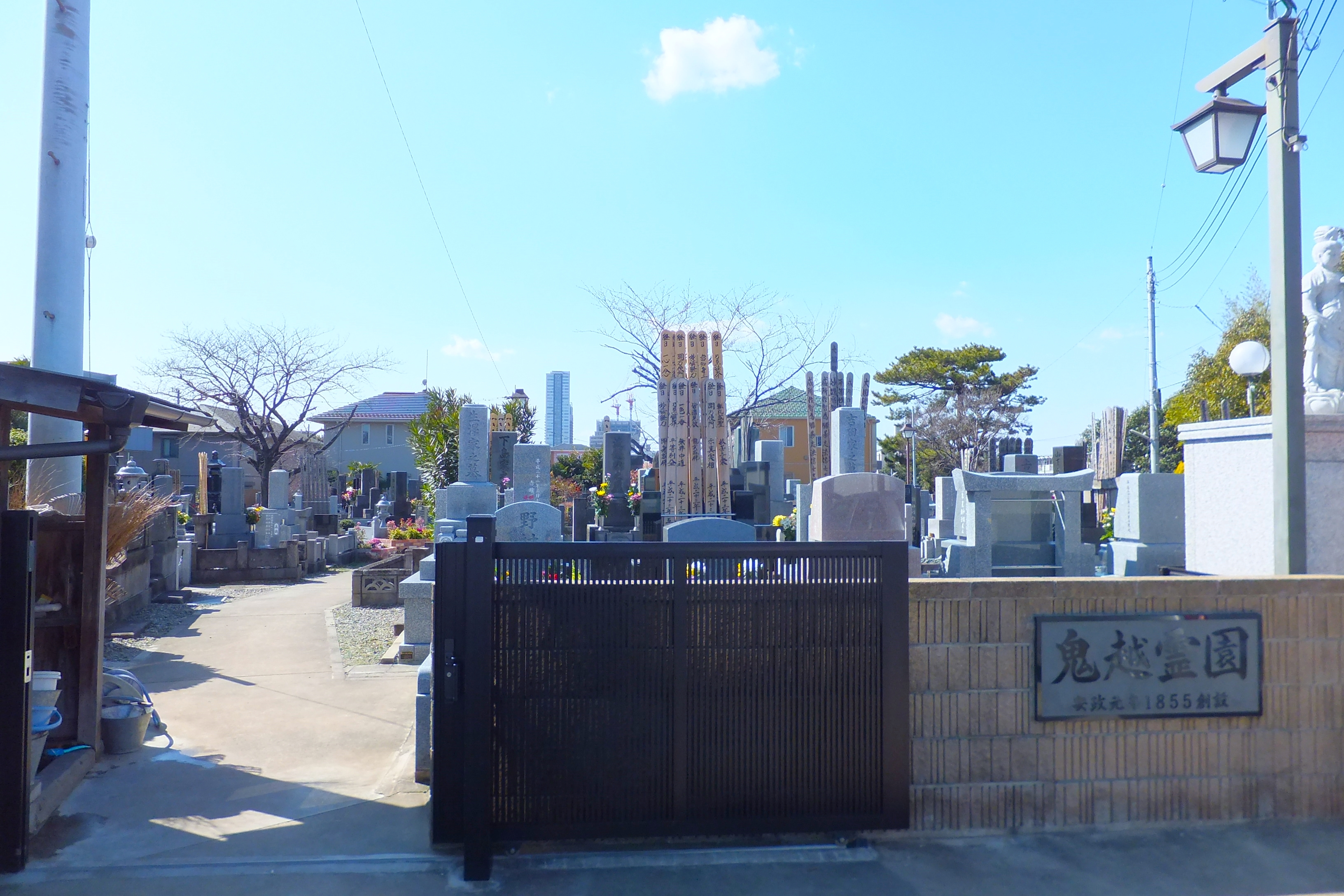
鬼越霊園

- 市川鬼越郵便局
- 市川水道センター
- 市川市 鬼越・鬼高地域ふれあい館
- 神明寺
- 常開寺
- 鬼越霊園
- 天理教 本雄橋分教会
- 坪井玄道生誕の地
- 真間川沿い桜並木